# Duchesneodus
Duchesneodus (лат.) — род вымерших крупных млекопитающих из семейства бронтотериевых (Brontotheriidae), живших в эоцене на территории современных США.

## Таксономия
Род Duchesneodus выделен Lucas и Schoch в 1982 году и отнесён к бронтотериевым ими и Кэрроллом в 1988 году.

## Морфология
M. Mendoza изучил два образца Duchesneodus с целью оценки прижизненной массы тел. Масса одного была оценена в 215,7 кг, а другого в 607 кг.

## Классификация
По данным сайта Paleobiology Database, на январь 2021 года в род включают всего 1 вымерший вид:
- Duchesneodus uintensis (Peterson, 1931)typus

Остальные биномены, ранее относимые к роду, объявлены nomen dubium в кладе (инфратрибе) Brontotheriita:
- Duchesneodus californicus (Stock, 1935)
- Duchesneodus primitivum (Lambe, 1908)
- Duchesneodus thyboi (Bjork, 1967)